# Bellmore-Johnson
Die Bellmore-Johnson Tool Company war ein US-amerikanischer Hersteller von Produktionswerkzeugen und Entwickler experimenteller Schusswaffen. Bellmore-Johnson entwarf und konstruierte Waffen für das Militär, als Auftragsarbeit meist namhafter Marken wie Winchester und Mossberg, oder für eigene Produktion. Ursprünglich befand sich das Unternehmen in Hamden, Connecticut.
Seit 1976 produzierte Bellmore-Johnson in Lizenz die Winchester Model 1898 Salutkanone. Nach einem zweimaligen Eigentümerwechsel war die nunmehrige Bellmore-Johnson Company, jetzt situiert in North Branford, rein auf die Herstellung dieser Kanone spezialisiert. Spätestens 2023 stellte Bellmore-Johnson den Betrieb ein.

## Geschichte
Die Bellmore-Johnson Tool Company wurde 1951 von Howard Johnson (1920–2015) gegründet und war in ihren frühen Jahren verzeichnet als Hersteller von Vorrichtungen, Spannzeugen und Waffenteilen.
Nach dem Koreakrieg entwickelte Bellmore-Johnson für die United States Army eine Weiterentwicklung des Browning M1919 Maschinengewehrs. Hierbei wirkte das Unternehmen als Unterauftragnehmer des Waffenherstellers High Standard, dessen eigene Prototypen T151 und T152 die Vorgaben der Army nicht zufriedenstellend erfüllten. Der T153-Entwurf von Bellmore-Johnson wurde als beste Version des Browning-Gewehrs eingestuft. Die Munitionszuführung dieser Version konnte von links auf rechts umgestellt werden. Unter der Bezeichnung M37 wurde sie als Koaxialwaffe für die Panzer M48 Patton und M60 ab 1955 bis in die späten 1960er Jahre eingesetzt und diente als Basis für weitere Entwicklungen.
Im Jahr 1954 stieß der Waffentechniker Robert Hillberg von High Standard zu Bellmore-Johnson, da er hier die nötige Freiheit zur Entwicklung einer neuartigen halbautomatischen Pistole sah. Die Pistole war die erste aus einem einteiligen Aluminiumguss und hatte ein futuristisches Design, das an die Waffen aus Science-Fiction-Comics wie beispielsweise Flash Gordon erinnerte. Sie setzte neue Maßstäbe bei der Schussgeschwindigkeit, die mit Maschinengewehren verglichen wurde. Zur Produktion gründeten Hillberg und Johnson eine Tochterfirma namens Whitney, benannt nach Eli Whitney (1765–1825), der als Erfinder des Austauschbaus Pionier nicht nur der Schusswaffenindustrie war. Die neue Pistole wurde als Whitney Wolverine vermarktet, doch die Skepsis der Kunden gegenüber der futuristischen Waffe, Kostenprobleme und Streitigkeiten mit dem Vertriebs- und Marketingpartner Jacques Galef führten zum kommerziellen Scheitern. Nach gut 13.000 Exemplaren wurde die Produktion eingestellt.
In den Jahren 1959–1963 konstruierte Bellmore-Johnson für Winchester den Prototyp eines preisgünstigen Double-Action-Revolvers. Die schon eingeleitete Serienproduktion wurde aber infolge der für Winchester ungünstigen Stimmung nach dem Attentat auf John F. Kennedy – er wurde mit einer Western-Patrone von Winchester-Olin getötet – aufgegeben.
Anfang der 1970er Jahre entwickelte Bellmore-Johnson die 1974 eingeführte Selbstladeflinte Winchester Super-X, deren Weiterentwicklungen bis heute hergestellt werden. Bellmore-Johnson designte und entwickelte neue Muster auch als Auftragsarbeit anderer namhafter Marken, beispielsweise die Unterhebelrepetierer-Flinte von Mossberg.

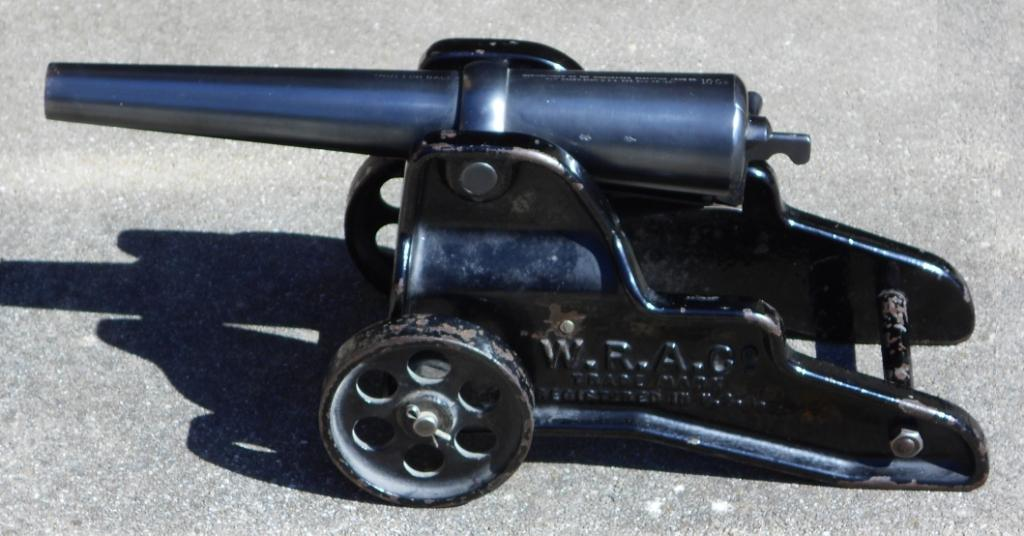
Die Winchester Model 1898 Salutkanone

Im Jahr 1975 oder 1976 erhielt Bellmore-Johnson, zu jener Zeit ein Unternehmen mit rund 40 Mitarbeitern, eine Lizenz zum Nachbau der Winchester Salutkanone Model 1898. Winchester hatte die ob der relativ geringen Stückzahl wenig rentable Produktion 1958 eingestellt, doch die Nachfrage nach der Kanone blieb ungebrochen. Bellmore-Johnson nahm 1976 die Produktion auf und bot zusätzlich eine Messing-Ausführung in einer Mahagoni-Kiste an.
Mitte der 1980er entwickelte Bellmore-Johnson eine neuartige Deringer-Pistole im Kaliber .38 und vertrieb sie unter eigener Marke BJT. 1985 war Bellmore-Johnson als industrielles Forschungslabor eingetragen.
Im Jahr 1986 wurde Bellmore-Johnson in einen Betrugsskandal hineingezogen. Der Geschäftsmann Marshall A. Zolp hatte eine reine Scheinfirma namens Laser Arms gegründet, einen angeblichen Hersteller von Hochtechnologie-Waffen und einer selbstkühlenden Getränkedose. Zolp suggerierte Interesse an einer Übernahme von Bellmore-Johnson, die nie abgeschlossen wurde. In Folge übernahm er jedoch Fotos von Bellmore-Johnson-Waffen als angebliche Laser-Arms-Produkte in seinen Aktionärsbericht, um Investoren zu täuschen und Aktien zu verkaufen. Bei einer gesamten Betrugssumme von 2,4 Millionen Dollar wurde Zolp Anfang 1989 zu 12 Jahren Haft verurteilt.

### Übernahmen
Ende 1989 übernahm der Unternehmer Robert J. Adley das Unternehmen samt der Herstellung der Winchester-Salutkanone, die insbesondere als Startschuss-Kanone im amerikanischen Yachtsport zum Einsatz kommt. Adley integrierte Bellmore-Johnson in seine übrigen Unternehmungen in North Branford, hauptsächlich die Herstellung von Seefahrtszubehör. Im Jahr 2001 ergänzte Bellmore-Johnson die als solche vermarktete Naval Edition der Kanone mit poliertem Messingrohr auf schwarzem Stahlgestell, die zum zweitbeliebtesten Modell nach der schwarzen Standardausführung avancierte.
Im Jahr 2002 wechselte Bellmore-Johnson zum zweiten Mal den Besitzer, übersiedelte an eine neue Adresse in North Branford und erhielt die zuletzt das Unternehmen repräsentierenden Internetpräsenzen. Nunmehr war Bellmore-Johnson ein auf die Produktion der Kanone spezialisiertes Einzelunternehmen, dessen Eigner Richard Care jährlich 250–300 Kanonen in Handarbeit zusammensetzte; die Einzelteile stammten von mehreren Partnerherstellern in Neuengland. Zur Beschriftung der Läufe kam eine Graviermaschine aus den 1940ern zum Einsatz. Der mit der Werkstatt verbundene Cannon Store verkaufte auch Salutkanonen anderer Hersteller, zum Teil detailgetreue Replikate historischer Schiffskanonen.
Nach der Schließung des Winchester-Hauptwerkes in New Haven im Jahr 2006 war die Salutkanone die letzte Winchester-Waffe, die noch in der ursprünglichen Region, dem New Haven County, hergestellt wurde.